# Liste de jeux Xbox Series
Liste de jeux dont la sortie a été annoncée sur la famille de consoles de jeux vidéo Xbox de Microsoft, la Xbox Series X et la Xbox Series S sortis le 10 novembre 2020.
Les Xbox Series X et Series S ont une rétrocompatibilité totale avec les jeux Xbox One ainsi qu'avec plusieurs jeux Xbox 360 et Xbox d'origine qui étaient pris en charge sur la Xbox One, à l'exception de ceux qui utilisaient Kinect. Cette liste exclut les jeux rétrocompatibles. La plupart des jeux Xbox One qui ont également une version Xbox Series X/S téléchargeront automatiquement la meilleure version pour le système via le programme « Smart Delivery » de Microsoft, sans achat supplémentaire.
Les développeurs peuvent également cibler une marque « Optimisé pour Xbox Series X/S », indiquant que (dans la plupart des cas) le jeu s'exécute nativement en tant que jeu Xbox Series X/S et non sous compatibilité descendante.
- Haut – A
- B
- C
- D
- E
- F
- G
- H
- I
- J
- K
- L
- M
- N
- O
- P
- Q
- R
- S
- T
- U
- V
- W
- X
- Y
- Z

## 0-9
- 3 out of 10: Season One
- 12 Minutes

## A
- Alan Wake 2
- Alex Kidd in Miracle World DX
- Alfred Hitchcock – Vertigo
- All Elite Wrestling: The Game
- Aliens: Fireteam
- Anodyne 2: Return to Dust
- Another Dawn
- Apsulov: End of Gods
- Arctic Awakening
- Ark II
- The Artful Escape
- Art of Rally
- Arzette: The Jewel of Faramore
- The Ascent
- As Dusk Falls
- Assassin's Creed Valhalla
- Astria Ascending
- Atomic Heart
- Avatar: Frontiers of Pandora
- Avowed
- Aztech: Forgotten Gods

## B
- Back 4 Blood
- Balan Wonderworld
- Balatro
- Baldur's Gate III
- Banishers: Ghosts of New Eden
- Battlefield 2042
- Before I Forget
- Beyond a Steel Sky
- Biomutant
- Black Legend
- Black Myth: Wukong
- Blast Brigade vs. the Evil Legion of Dr. Cread
- Blaster Master Zero 3
- Blood Bowl 3
- BloodRayne Betrayal: Fresh Bites
- Biomutant
- Borderlands 3
- Borderlands 4
- Braid Anniversary Edition
- Bridge Constructor: The Walking Dead
- Bright Memory
- Bright Memory: Infinite

## C
- Call of Duty: Black Ops 6
- Call of Duty: Black Ops Cold War
- Call of Duty: Modern Warfare II
- Call of Duty: Modern Warfare III
- Call of Duty: Vanguard
- Call of Duty: Warzone
- The Callisto Protocol
- Can't Drive This
- Chernobylite
- Choo-Choo Charles
- Chorus
- Contraband
- Control: Ultimate Edition
- Conway: Disappearance at Dahlia View
- Crash Bandicoot 4: It's About Time
- Cris Tales
- CrossfireX
- CRSED: F.O.A.D.
- Curse of the Sea Rats
- Cyberpunk 2077

## D
- DARQ: Complete Edition
- Dawn of the Monsters
- Daymare: 1994 Sandcastle
- Dead by Daylight
- Dead Island 2
- Death's Door
- Demon Slayer: Kimetsu no Yaiba – Hinokami Keppuutan
- Destiny 2
- Devil May Cry 5: Special Edition
- Diablo II: Resurrected
- Dinos Reborn
- Disco Elysium: The Final Cut
- Dirt 5
- Doki Doki Literature Club Plus!
- Doom Eternal
- Doom: The Dark Ages
- Dungeons & Dragons: Dark Alliance
- Dying Light: The Beast''
- Dying Light 2 Stay Human
- Dynasty Warriors 9: Empires

## E
- EA Sports FC 24
- EA Sports FC 25
- Edge of Eternity
- Eiyuden Chronicle: Hundred Heroes
- Eiyuden Chronicle: Rising
- Elden Ring
- The Elder Scrolls Online
- Ender Lilies: Quietus of the Knights
- Enlisted
- Enshrouded
- Ever Forward
- Evergate
- Everwild
- Exophobia
- Exomecha

## F
- Fable
- Fall Guys: Ultimate Knockout
- Far Cry 6
- Fatal Frame: Maiden of Black Water
- Flea Madness
- FIFA 21
- FIFA 22
- Football Manager 2021
- Foreclosed
- Fortnite
- Forza Horizon 4
- Forza Horizon 5
- Forza Motorsport
- Fuga: Melodies of Steel

## G
- Gears of War: E-Day
- Gears Tactics
- Ghostrunner
- Gotham Knights
- Grand Theft Auto V
- Grand Theft Auto VI
- Grand Theft Auto: Online
- Grand Theft Auto: The Trilogy – The Definitive Edition
- Graven
- GreedFall
- Greyhill Incident
- Grounded
- The Gunk
- Guardians of the Galaxy

## H
- Halo Infinite
- Halo: The Master Chief Collection
- Haven
- Hell Let Loose
- Hello Neighbor 2
- Hellpoint
- Hitman 3
- Hogwarts Legacy
- Hood: Outlaws & Legends
- Hot Wheels Unleashed
- Hotel Life: A Resort Simulator

## I
- Indiana Jones et le Cercle Ancien
- In Sound Mind
- Insurgency: Sandstorm
- Immortals Fenyx Rising
- Infernax
- It Takes Two

## J
- Just Dance 2021
- Just Dance 2022
- Jurassic World Evolution 2

## K
- King Arthur: Knight's Tale
- Kingdom of Arcadia

## L
- Last Stop
- Lawn Mowing Simulator
- Lego Star Wars: The Skywalker Saga
- Lemnis Gate
- Lies of P
- Life Is Strange Remastered Collection
- Life Is Strange: True Colors
- Little Nightmares 2
- Little Nightmares III
- Lost Judgment

## M
- Madden NFL 22
- Maid of Sker
- Maneater
- Manifold Garden
- Martha is Dead
- Marvel's Avengers
- MechWarrior 5: Mercenaries
- The Medium
- Metal: Hellsinger
- Metro Exodus Complete Edition
- Microsoft Flight Simulator
- Minecraft
- MLB The Show 21
- Mortal Kombat 11
- Mortal Shell: Enhanced Edition
- Morkredd
- Monster Boy and the Cursed Kingdom
- Monster Energy Supercross: The Official Videogame 4
- MotoGP 21
- Mundaun
- My Time at Sandrock

## N
- NBA 2K21
- NBA 2K22
- NBA 2K23
- NBA 2K24
- NBA 2K25
- Necromunda: Hired Gun
- Nobody Saves the World
- No Man's Sky

## O
- OlliOlli World
- Orphan of the Machine
- Outriders
- Overcooked! All You Can Eat
- Override 2: Super Mech League

## P
- Palworld
- The Pedestrian
- Pentiment
- The Persistence Enhanced
- Perfect Dark
- Phantasy Star Online 2: New Genesis
- Planet Coaster: Console Edition
- Pragmata
- Puyo Puyo Tetris 2
- Psychonauts 2

## R
- Recompile
- Rec Room
- Redfall
- Resident Evil Village
- Ride 4
- Riders Republic
- RiMS Racing
- River City Girls 2
- Roboquest
- Rogue Company
- R-Type Final 2
- Ruined King: A League of Legends Story

## S
- Saints Row
- Saints Row: The Third Remastered
- Samurai Shodown
- Scarlet Nexus
- Scorn
- Sea of Thieves
- Second Extinction
- Senua's Saga: Hellblade II
- Sherlock Holmes: Chapter One
- Shredders
- Skull Island: Rise of Kong
- Slime Rancher 2
- Sniper: Ghost Warrior Contracts 2
- Untitled Sonic the Hedgehog game
- Soulstice
- Somerville
- Spacelords
- Spirit of the North: Enhanced Edition
- S.T.A.L.K.E.R. 2: Heart of Chernobyl
- State of Decay 3
- Starfield
- Steelrising
- Stonefly
- Stranger of Paradise: Final Fantasy Origin
- Subnautica: Below Zero
- Suicide Squad: Kill the Justice League
- Super Animal Royale
- Super Monkey Ball: Banana Mania
- Sword of the Necromancer

## T
- Temtem
- Test Drive Unlimited Solar Crown
- Tetris Effect: Connected
- The Falconeer
- The Lord of the Rings: Gollum
- The Outer Worlds 2
- The Touryst
- Tiny Tina's Wonderlands
- Tom Clancy's Rainbow Six: Extraction
- Tom Clancy's Rainbow Six Siege
- Tony Hawk's Pro Skater 1 + 2
- Tormented Souls
- Trifox
- Trek to Yomi
- Two Point Campus

## U
- Unknown9: Awakening

## V
- Vampire: The Masquerade – Swansong

## W
- Warhammer: Chaosbane
- Warhammer 40,000: Darktide
- Warhammer 40,000: Shootas, Blood & Teef
- War Hospital
- War Mongrels
- War Thunder
- Watch Dogs: Legion
- Werewolf: The Apocalypse - Earthblood
- The Witcher 3: Wild Hunt
- Worms Rumble
- WRC 9
- WRC 10
- Wreckfest
- WWE 2K22
- WWE 2K23
- WWE 2K24
- WWE 2K25

## Y
- Yes, Your Grace
- Yuoni